# کربونیل سیانید-پی-تری‌فلوئورومتوکسی‌فنیل‌هیدرازون
کربونیل سیانید-پی-تری‌فلوئورومتوکسی‌فنیل‌هیدرازون (به انگلیسی: Carbonyl cyanide-p-trifluoromethoxyphenylhydrazone) با فرمول شیمیایی C۱۰H۵F۳N۴O یک ترکیب شیمیایی با شناسه پاب‌کم ۳۳۳۰ است. که جرم مولی آن ۲۵۴٫۱۶۸۱۱ g/mol می‌باشد. 